# Stroigła chińska
Stroigła chińska, kuningamia lancetowata, kuningamia chińska (Cunninghamia lanceolata) – gatunek drzewa iglastego z rodziny cyprysowatych występujący naturalnie na terenie Chin, poza tym rozpowszechniony w uprawie. Jest jednym z dwóch gatunków z rodzaju stroigła. W obszarze naturalnego występowania roślina ceniona ze względu na drewno, poza tym sadzona jest jako ozdobna i kolekcyjna.

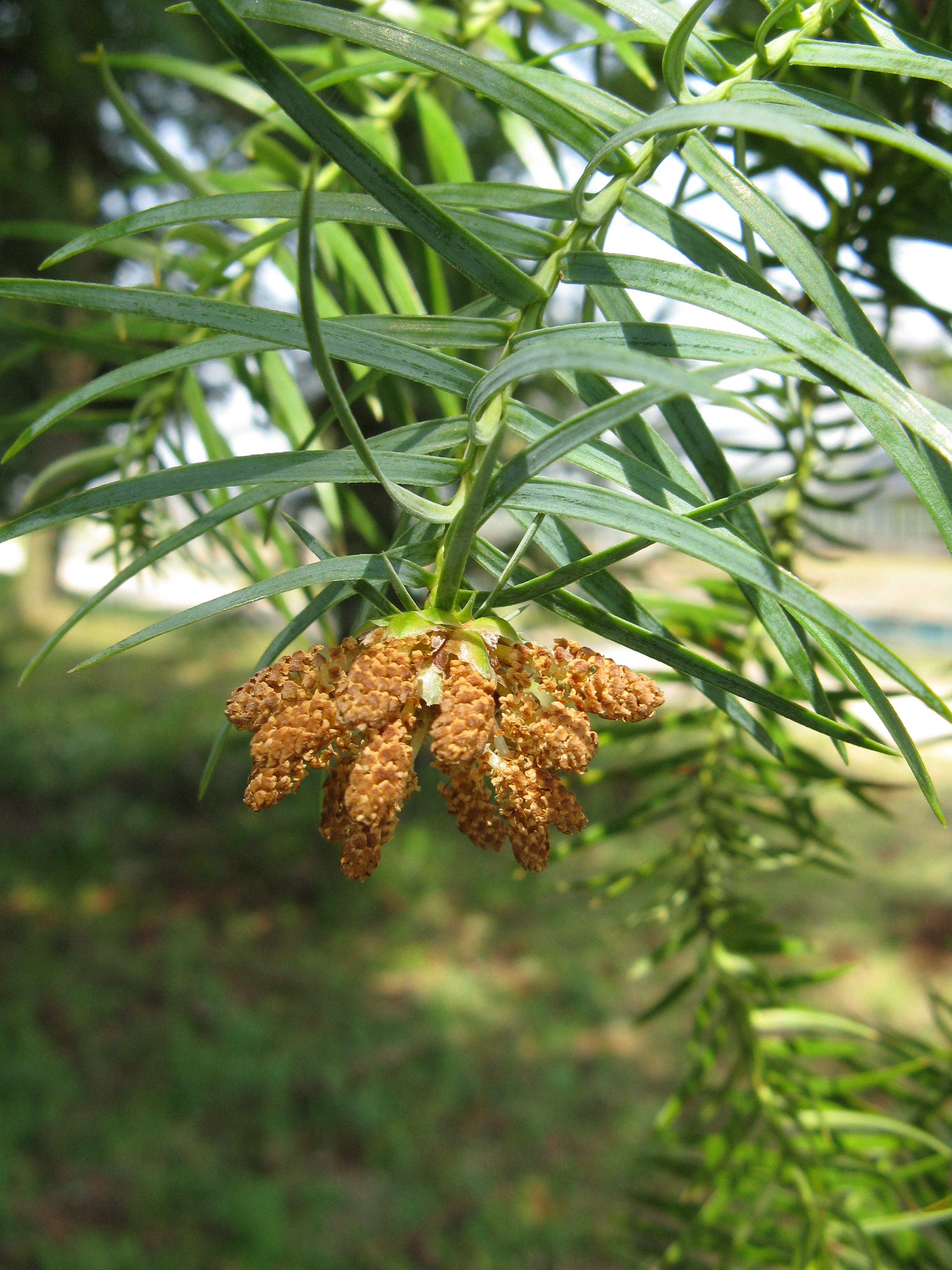
Strobile męskie na końcu pędu stroigły chińskiej

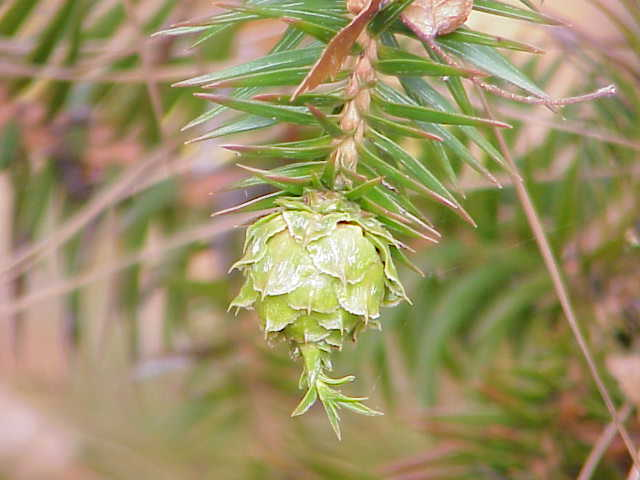
Strobil żeński stroigły chińskiej

## Morfologia
PokrójDrzewa o pędach rozgałęzionych okółkowo (u młodych okazów), naprzeciwlegle i dwurzędowo. Boczne gałązki z czasem zasychają i są odrzucane. Pień pokryty jest włóknistą, czerwono-brązową korą. Drzewo jest jednopniowe lub wielopniowe (łatwo tworzy odrosty). Korona jest wąska, z wyraźnie rozdzielonymi okółkami poziomo rozpościerających się gałęzi bocznych. Końce bocznych pędów przewisają.
LiścieWąsko lancetowate, sztywne, ułożone na pędach skrętolegle, gęsto, na brzegach drobno piłkowane, pośrodku zwykle nieco wygięte. Zazwyczaj osiągają od 3 do 5 cm długości i 3–5 mm szerokości. Za młodu są jasnozielone, z wiekiem ciemnieją. Od dołu mają dwa szerokie, białe paski aparatów szparkowych. Żywe są przez 5 lat lub nieco dłużej, potem zasychają.
Organy generatywneRośliny jednopienne. Strobile męskie kotkowate, skupione po 16–30 na końcach gałązek. Mają 1,5–3 cm długości i 6–8 mm szerokości. W każdym strobilu znajduje się od 30 do 100 skrętolegle wyrastających łuskowatych mikrosporofili. Łuski mają kształt trójkątno-owalny, są piłkowane i zawierają po 3 kuliste worki pyłkowe. Szyszki żeńskie owalne ze skórzastymi, sztywnymi, trójkątnymi łuskami, na brzegach piłkowanymi i kolczasto zakończonych na szczycie. Wyrastają pojedynczo lub rzadko skupione po kilka. Na szczycie często przerastają dalej rosnącym, ulistnionym pędem. Osiągają 2,5 do 5 cm długości i 2,5 do 4 cm średnicy.
NasionaRozwijają się po 3 na łuskach nasiennych, nieco spłaszczone, po bokach z wąskimi skrzydełkami. Liścieni 2.
Rośliny podobneDrugi z gatunków w obrębie rodzaju (Cunninghamia konishii) ma wyraźnie mniejsze liście (poniżej 2 cm długości i 2,5 mm szerokości) i szyszki (poniżej 2,5 cm długości). Z liści i pokroju rośliny tego rodzaju podobne są do niektórych araukarii, które jednak mają liście całobrzegie. Liście przypominają też torreję, od której stroigłę różni m.in. zrzucanie gałązek z zaschniętymi liśćmi, zawsze łatwo widocznych pod drzewem.

## Zastosowanie
Drzewa o lekkim, miękkim i jasnym drewnie, bardzo trwałym i wolno rozkładającym się. W obszarze naturalnego występowania są cenionymi drzewami użytkowymi. Drewno ma wiele zastosowań, w tym m.in. używane jest często do wyrobu trumien. W obszarach o odpowiednich warunkach klimatycznych stroigły bywają uprawiane, jednak ze względu na obfite zaśmiecanie powierzchni gruntu zrzucanymi pędami – raczej nie są zbyt cenione jako rośliny ozdobne. Są wrażliwe na silne mrozy i dlatego mogą być uprawiane w co najwyżej 8 strefie mrozoodporności. W Polsce pędy przemarzają i duże uszkodzenia powstają z powodu okiści.